# Événement de Miyake

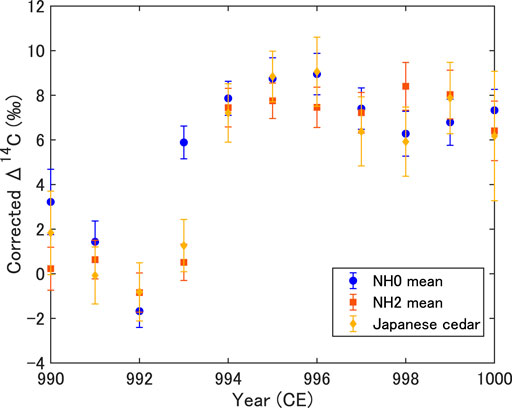
Pic de carbone 14 montrant un événement de Miyake en 993-994.

Un événement de Miyake est une forte augmentation de la production d'isotopes cosmogéniques par les rayons cosmiques. Il se traduit par un pic de concentration du carbone 14 (l'isotope radioactif naturel du carbone) dans les cernes des arbres, ainsi que du béryllium 10 et du chlore 36 dans les carottes de glace, datés indépendamment.
Certains événements de Miyake sont dus à de puissantes éjections de particules solaires et sont sans doute liés aux super-éruptions solaires, mais d'autres pourraient être dus à d'autres phénomènes cosmiques, comme les sursauts gamma.

## Description
À l'heure actuelle, cinq événements significatifs sont connus (7176, 5259 et 660 av. J.-C., 774 et 993 apr. J.-C.) pour lesquels le pic de carbone 14 est tout à fait significatif, montrant une hausse supérieure à 1 % sur une période de 2 ans, et quatre événements supplémentaires (12350 et 5410 av. J.-C., 1052 et 1279 apr. J.-C.) nécessitent une confirmation indépendante. Les événements de Miyake ne se produisent pas périodiquement, mais d'après les données disponibles ils semblent séparés par des intervalles de 400 à 2 400 ans.
Il existe des preuves solides que les événements de Miyake sont causés par des éjections extrêmement puissantes de particules solaires,, et qu'ils sont probablement liés aux super-éruptions découvertes sur des étoiles de type solaire,. Bien que les événements de Miyake soient définis sur la base d'une augmentation extrême de la concentration en carbone 14 à l'échelle d'une année, la phase d'augmentation ou le plateau (le maintien d'une concentration élevée) excède parfois un an,.
On n'a pas établi que tous les événements connus ont pour origine une super-éruption, certains d'entre eux pourraient être dus à d'autres phénomènes cosmiques comme les sursauts gamma, d'origine extrasolaire.
Un pic de carbone 14 survenu en 12350 av. J.-C., détecté en 2023, pourrait représenter le plus gros événement de Miyake connu. Il a été identifié lors d'une étude menée par une équipe scientifique internationale qui a mesuré les niveaux de radiocarbone dans des arbres anciens récupérés sur les rives érodées du Drouzet, près de Gap, dans les Alpes du Sud en France,,. Selon l'étude initiale, ce nouvel événement est environ deux fois plus intense que les pics des années 774 et 993, mais on ignore encore la puissance de la tempête solaire correspondante. Cependant, l'événement de 12350 av. J.-C. n'a pas encore été confirmé de manière indépendante dans du bois d'autres régions, et il n'est pas non plus étayé de manière fiable par un pic correspondant d'autres isotopes comme le béryllium 10 et le chlore 36.
Un événement de Miyake se produisant dans les conditions modernes pourrait avoir des conséquences significatives sur les infrastructures technologiques mondiales telles que les satellites et les réseaux de télécommunication et d'électricité,,.

## Découverte
Ces événements portent le nom de la physicienne japonaise Fusa Miyake qui, pendant sa thèse de doctorat, a été la première à identifier ces pics de radiocarbone et a publié les résultats avec ses co-auteurs en 2012 dans la revue Nature. L'étude menée à l'époque avait révélé une forte augmentation de carbone 14 dans les cernes annuels de cèdres du Japon pour les années 774-775. L’événement de 775 a aussi été découvert de manière indépendante la même année par Gennady A. Kovaltsov et Ilya Usoskin, à l’aide de données de basse résolution étalonnées selon le modèle IntCal.
En 2013, Fusa Miyake et ses co-auteurs ont publié la découverte d'un pic de radiocarbone similaire, daté de 993-994,.

## Référence temporelle
Une fois qu'un événement de Miyake est bien étudié et confirmé, il peut servir de référence temporelle (ou marqueur temporel), un « horodatage annuel », permettant une datation plus précise des événements historiques. Qui plus est, un événement de Miyake est normalement mondial, ce qui permet de recaler toutes les séquences dendrochronologiques, quelle que soit leur région sur Terre.
Six occurrences historiques divers, allant de sites archéologiques aux catastrophes naturelles, ont ainsi été datées d'une année précise, en utilisant les événements de Miyake comme références en complément de la dendrochronologie. Par exemple, les maisons en bois du site viking de L'Anse aux Meadows à Terre-Neuve ont été datées en comptant les cernes à partir de l'événement de 993, ce qui a montré que le bois provenait d'un arbre abattu en 1021.
Le site archéologique de Dispilio (en), implantation lacustre située dans le nord de la Grèce datant du néolithique, a également reçu une datation plus précise grâce à l'événement de 5259 av. J.-C.. Une séquence dendrochronologique s'étalant sur 303 ans (5452 à 5140) et 787 morceaux de bois a ainsi pu être recalée, ce qui a permis de dater précisément les différentes phases de peuplement et de construction,.